# Castanet (Tarn)
Castanet is een gemeente in het Franse departement Tarn (regio Occitanie) en telt 177 inwoners (2004). De plaats maakt deel uit van het arrondissement Albi.

## Geografie
De oppervlakte van Castanet bedraagt 7,1 km², de bevolkingsdichtheid is 24,9 inwoners per km².
De onderstaande kaart toont de ligging van Castanet (Tarn) met de belangrijkste infrastructuur en aangrenzende gemeenten.

## Demografie
Onderstaande figuur toont het verloop van het inwonertal (bron: INSEE-tellingen).